# Iznatoraf
Iznatoraf is een gemeente in de Spaanse provincie Jaén in de regio Andalusië met een oppervlakte van 87 km². Iznatoraf telt 1.031 inwoners (1 januari 2016).